# Naubolus roeweri
Naubolus roeweri är en spindelart som beskrevs av Soares, Camargo 1948. Naubolus roeweri ingår i släktet Naubolus och familjen hoppspindlar. Inga underarter finns listade i Catalogue of Life.